# Anthony Adverse

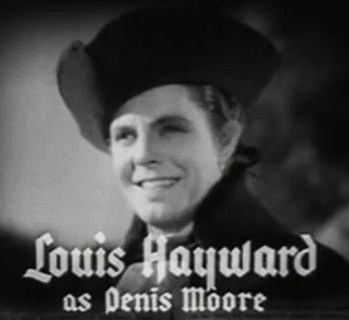
Trailer

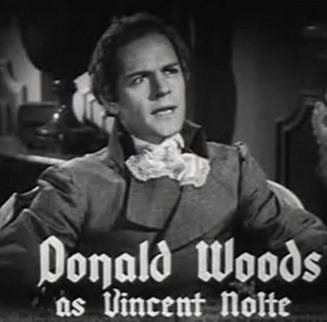
Trailer

Anthony Adverse is een film uit 1936 onder regie van Mervyn LeRoy. De film is gebaseerd op een boek van Hervey Allen.

## Verhaal
1773. Markiezin Maria sterft in het kraambed in een herberg in de Alpen. Haar begeleider begraaft haar en legt het kind te vondeling. Tegen haar familie zegt hij dat ook het kindje is gestorven. Maar als het kindje steeds ouder wordt, krijgt hij weer contact met de familie...

## Rolverdeling
| Acteur              | Personage         |
| ------------------- | ----------------- |
| Fredric March       | Anthony Adverse   |
| Olivia de Havilland | Angela Giuseppe   |
| Donald Woods        | Vincent Nolte     |
| Anita Louise        | Maria             |
| Edmund Gwenn        | John Bonnyfeather |
| Claude Rains        | Marquis Don Luis  |
| Gale Sondergaard    | Faith Paleologus  |

## Oscars
De film kreeg een nominatie voor Beste Film. Gale Sondergaard kreeg een Oscar voor Beste Vrouwelijke Bijrol.